# Berlin-Institut für Bevölkerung und Entwicklung
Das Berlin-Institut für Bevölkerung und Entwicklung ist ein drittmittelfinanzierter Thinktank, der sich mit den weltweiten demographischen Veränderungen befasst. Er sieht seine Hauptaufgabe darin, wissenschaftliche Erkenntnisse für die Öffentlichkeit und für den politischen Entscheidungsprozess aufzubereiten sowie Konzepte zur Lösung demographischer und entwicklungspolitischer Probleme zu erarbeiten.
Das Institut wurde im August 2000 mit von der Falk- und Marlene-Reichenbach-Stiftung bereitgestelltem Startkapital gegründet und ist wegen der Förderung von Wissenschaft und Forschung als gemeinnützige Stiftung anerkannt. Das Institut ist laut Satzung und Förderkodex parteipolitisch unabhängig und konfessionell nicht gebunden. Es erhält keine öffentliche institutionelle Förderung und finanziert sich über Projektzuwendungen, Spenden und Forschungsaufträge. Förderer und Auftraggeber sind u. a. das BMFSFJ, die Europäische Kommission, die Gesellschaft für Internationale Zusammenarbeit (GIZ), der GfK Nürnberg e. V., die Initiative Neue Soziale Marktwirtschaft, die KfW-Entwicklungsbank, die Körber-Stiftung, das Ministerium des Inneren Brandenburg, die Robert Bosch Stiftung, die Erste Stiftung, die Weltbank und die Software AG Stiftung.

## Organisation
Catherina Hinz ist seit September 2019 geschäftsführende Direktorin und Vorstand des Berlin-Instituts für Bevölkerung und Entwicklung. Das Institut hat neben dem Stiftungsrat auch einen Wissenschaftlichen Beirat.

## Arbeits- und Themenschwerpunkte
Das Institut veröffentlicht Studien, Diskussionspapiere und Gutachten und erstellt Hintergrundpapiere. Es betreibt ein Online-Handbuch zum Thema Demografie und Entwicklung und versendet unregelmäßig einen Newsletter. Die Publikationen drehen sich um die Beschreibung des demografischen Wandels sowie dessen Auswirkungen.
Themenschwerpunkte sind:
- Auswirkungen der demografischen Entwicklung im ländlichen Raum; Darstellung von Möglichkeiten, wie sich die technische und soziale Infrastruktur in besonders stark schrumpfenden Regionen anpassen kann oder muss.
- Entwicklungspotenziale und demografische Entwicklung in Ländern mit hohem Bevölkerungswachstum; Erarbeitung von Strategien, mit denen Partner in der Entwicklungszusammenarbeit dafür sorgen können, dass sich diese Länder demografisch, sozioökonomisch und ökologisch verträglich weiterentwickeln.
- Zuwanderung und Integration.

Das Ziel der Stiftung ist nach eigenen Angaben, die öffentliche Wahrnehmung der weltweiten demografischen Veränderungen und der damit verbundenen Herausforderungen zu verbessern und damit zur Bewältigung des demografischen Wandels beizutragen. Ein weiteres Ziel ist, statistische Daten und existierende Forschungsergebnisse aufzubereiten und für die breite Öffentlichkeit verständlich darzustellen. Veröffentlichungen des Instituts werden häufig in den Medien genannt und zitiert und Mitarbeiter treten als Experten auf, insbesondere zu den Themen Entwicklung des ländlichen Raums und zu allgemeinen Demografiethemen wie Geburten- und Bevölkerungsentwicklung.

## Publikationen (Auswahl)
Eine vollständige Liste steht auf der Website des Instituts.
- 2020
  - Wer schon viel hat, dem wird noch mehr gegeben? Warum der Eigenanteil bei Förderprogrammen strukturschwache Kommunen benachteiligt[9]
  - Vielfalt der Einheit. Wo Deutschland nach 30 Jahren zusammengewachsen ist[10]
  - Wachstum gut, alles gut? Warum Afrikas Wirtschaftswachstum seine demografische Herausforderung nicht löst[11]
- 2021
  - Digital aufs Land. Wie kreative Menschen das Leben in Dörfern und Kleinstädten neu gestalten[12]
  - Kreativ am Nachmittag. Wie vielfältige Bildungsangebote für Kinder und Jugendliche auf dem Land entstehen[13]
  - Alle sollen teilhaben. Wie Kreise und Städte mit Integrationskonzepten ungleichwertige Lebensverhältnisse abbauen wollen[14]
  - Von Umbrüchen und Aufbrüchen. Wie ostdeutsche Kommunen steten Wandel meistern[15]